# Chapelle de l'Immaculée-Conception de Bærenthal
Pour les articles homonymes, voir Chapelle de l'Immaculée Conception.
La chapelle de l'Immaculée-Conception se situe dans la commune française de Bærenthal et le département de la Moselle.

## Histoire
Au Moyen Âge, Bærenthal est une annexe de la paroisse catholique d'Obersteinbach, dans l'archiprêtré du Haut-Haguenau et le diocèse de Strasbourg. En 1570, le comte Philippe IV de Hanau-Lichtenberg introduit la Réforme dans le village et l'église Sainte-Catherine est affectée au culte protestant, tandis que le culte catholique est supprimé. Cette situation particulière explique l'absence de croix de chemin sur le ban de la commune. Pour les catholiques, peu nombreux et arrivés récemment dans la commune, le territoire est attribué à l'évêché de Metz depuis 1802 et Bærenthal forme une annexe de la paroisse de Mouterhouse. La chapelle de l'Immaculée Conception est construite en 1866 dans la partie nord du village.

## Édifice
La chapelle est construite en 1866 dans un style néogothique. Elle abrite une statue de la Vierge à l'Enfant dite Notre-Dame de la Confiance ou Maria, Hoffnung der Hoffnungslosen, qui fait l'objet d'un pèlerinage annuel en mai. La chapelle est un édifice à plan allongé et à chevet polygonal, comportant un campanile sur la première travée de la nef et un plafond à voûte d'ogives.